# St Nicholas Hospital
St Nicholas Hospital var en civil parish från 1858 till 1934 då den blev en del av Harbledown, i grevskapet Kent, i England. Civil parish var belägen 3 km från Canterbury och hade 28 invånare år 1931.